# A. O. 스미스

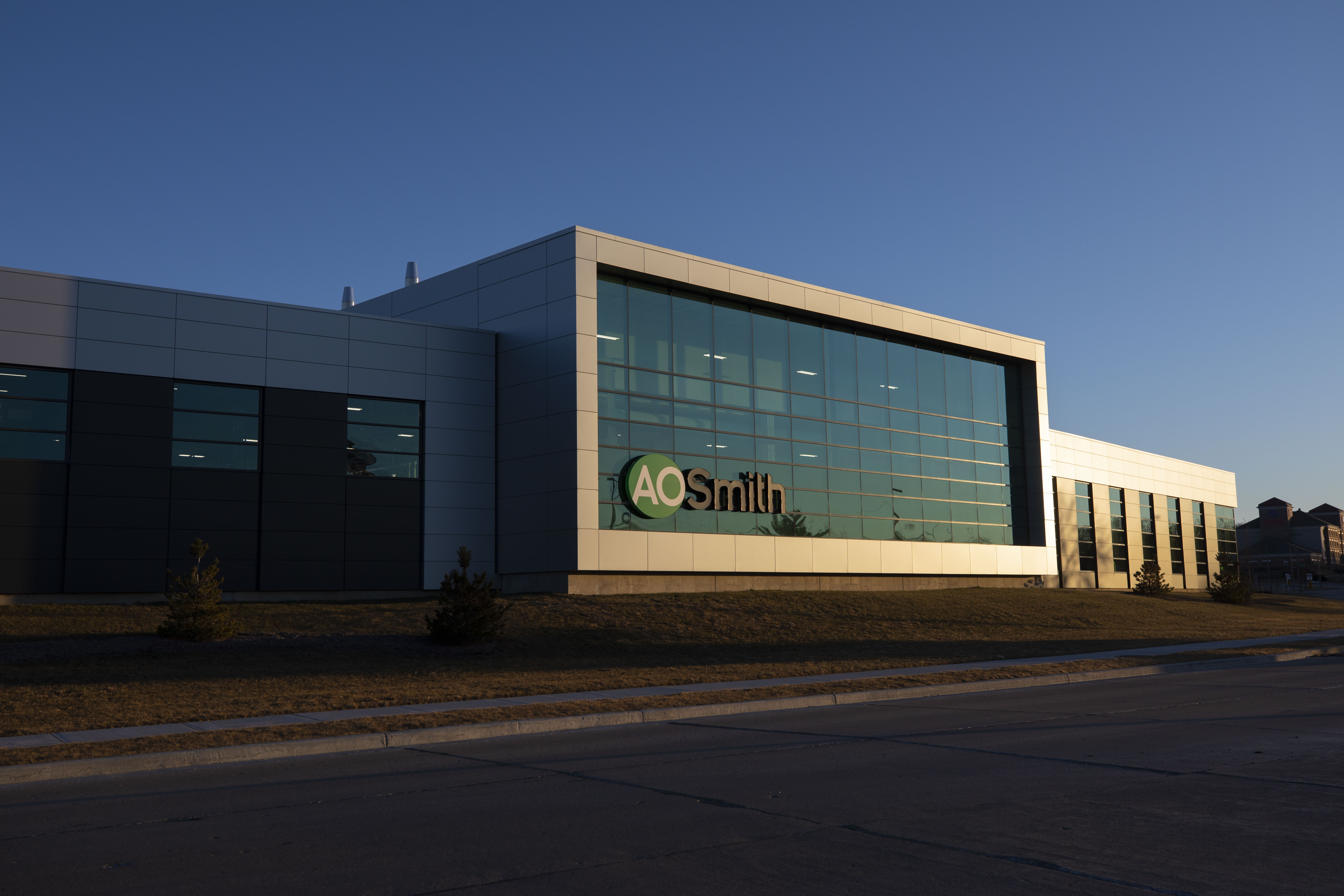

A. O. 스미스(A. O. Smith, A. O. Smith Corporation)는 주거용 및 상업용 온수기와 보일러를 모두 생산하는 미국 제조업체이자 북미 최대 규모의 온수기 제조업체이자 판매업체이다. 또한 아시아 시장에 수처리 및 정수 제품을 공급하고 있다. 이 회사는 북미 지역의 5개 제조 시설과 인도 벵갈루루, 중국 난징, 네덜란드 벨도벤 공장을 포함해 전 세계 27개 사업장을 보유하고 있다.
과거에 A. O. 스미스는 수많은 다른 제품 라인을 보유했다. 그 중 제1차 세계대전 말까지 미국 최대 규모의 폭탄 제조회사였다. 스미스는 제2차 세계대전 군수생산계약액에서 미국 기업 중 74위를 차지했다.